# Lomandra nigricans
Lomandra nigricans är en sparrisväxtart som beskrevs av Terry Desmond Macfarlane. Lomandra nigricans ingår i släktet Lomandra och familjen sparrisväxter. Inga underarter finns listade i Catalogue of Life.